# Боровой (Кемерово)
Боровой — микрорайон в городе Кемерово Кемеровской области России. Входит в состав Рудничного района г. Кемерово. Находится в северной части города. В микрорайоне расположена железнодорожная станция «Шахтёр» (на линии Кемерово — Анжерская). Другие названия жилого района: поселок шахты «Бутовская», в народе чаще говорят — «Бутовка». В центре поселка находится действующая шахта «Бутовская».
Бывший посёлок городского типа. В 2004 году вошёл в черту города Кемерово.
По данным Большой советской энциклопедии в Боровом велась добыча угля.

## История
Точная дата образования поселка неизвестно. Произошло это в период с 1734 по 1759 г.г.. Название поселок получил от соснового леса, который окружал первые поселения. Тогда сосновый лес называли борами — отсюда и название — Боровой. Среди основателей деревни Боровой был единственный сын Афанасия Степановича Кемирова — Пётр. К 1782 году почти все жители деревни носили фамилию Кемировы.
Население деревни быстро разрасталось — к концу XIX века деревня Боровая занимала 3-4 места среди деревень Верхотомской волости. Из архивных документов 1843 года известно, что в деревне проживало 92 человека: 47 мужчин и 45 женщин.
В конце XVIII века на территории деревни были обнаружены залежи каменного угля. Начали открываться мелкие шахты «Боровушинская-1», «Боровушинская-2», «Северный уклон» и другие.
В начале XX века в годы гражданской войны шли кровопролитные войны между армией Колчака и красноармейцами. В течение ночи с 23 на 24 декабря и весь день 24 декабря 1919 года шли бои за взятие города Щегловска и деревни Боровой. К вечеру 24 декабря 310-й крепостной полк прочно удерживал деревню Боровая. Армия Колчака отступала в сторону Мариинского тракта — нынешняя улица Липецкая. В конце улицы разыгрался кровопролитный бой, где погибли многие жители деревни. При взятии Боровой было захвачено до тысячи пленных, восемь пулемётов и другие трофеи. В бою погибло 33 красноармейца. Их тела были захоронены в центре деревни, в одной братской могиле. Фамилии погибших не установлены. В 1947 году воспитанники детского дома поселка Борового на могиле погибших красноармейцев вместо старого деревянного установили бетонный обелиск, состоящий из четырёхгранной пирамиды со звездой, установленной на двухступенчатом постаменте. На лицевой грани пирамиды имеется надпись: «Вечная память героям гражданской войны. 1919 г.». Могила огорожена цепями на металлических столбиках. Вокруг памятника разбит сквер.
В годы ВОВ в поселке открылось новое угледобывающее предприятие — шахта «Бутовская» с проектной мощностью 175 тыс. тонн в год. Уголь с шахты уходил прямиком на нужды фронта. Шахта названа в честь выдающегося русского геолога Павла Ильича Бутова.
В 1942 году поселок Боровой принял и разместил 120 детей блокадного Ленинграда. Детей поселили в здании средней школы № 76 и дали зданию название «Боровушинский детский дом блокадного Ленинграда».

## Географическое положение
Боровой — жилой микрорайон города Кемерово, расположен в северной части города. Входит в состав Рудничного района. Расстояние от центра Кемерова до центра Борового составляет примерно 13 км. В микрорайоне протекает река Малая Чесноковка, берущая свое начало от различных родников и мелких речек. Длина реки составляет 15 км.

## Население
| 1959 | 1970 | 1979 | 1989 | 2002 |
| ---- | ---- | ---- | ---- | ---- |
| 8828 | 7512 | 6483 | 5683 | 6093 |

## Транспорт

### Автотранспорт
С ж/д вокзала г. Кемерово ежедневно курсирует автобусный маршрут № 127 .

### Ж/д транспорт
В микрорайоне расположена железнодорожная станция «Шахтёр» (о.п. 51 км) (на линии Кемерово — Анжерская).

## Предприятия
Основным предприятием жилого района «Боровой» является шахта «Бутовская», отчего в народе район также называется «Бутовка». Шахта была открыта в годы войны и затоплена и закрыта в 1998. Новая жизнь шахты началась в 2004 году, когда была приобретена лицензия на пользование недрами. Запасы шахты представлены углями марок К, КО, КС и КСН с низким содержанием серы и фосфора. На предприятии трудится порядка 1300 человек. В 2022 году шахта обанкротилась все 1300 рабочих уволены в соответствии с действующим законодательством.